# Liste der Stolpersteine in der Provinz Novara

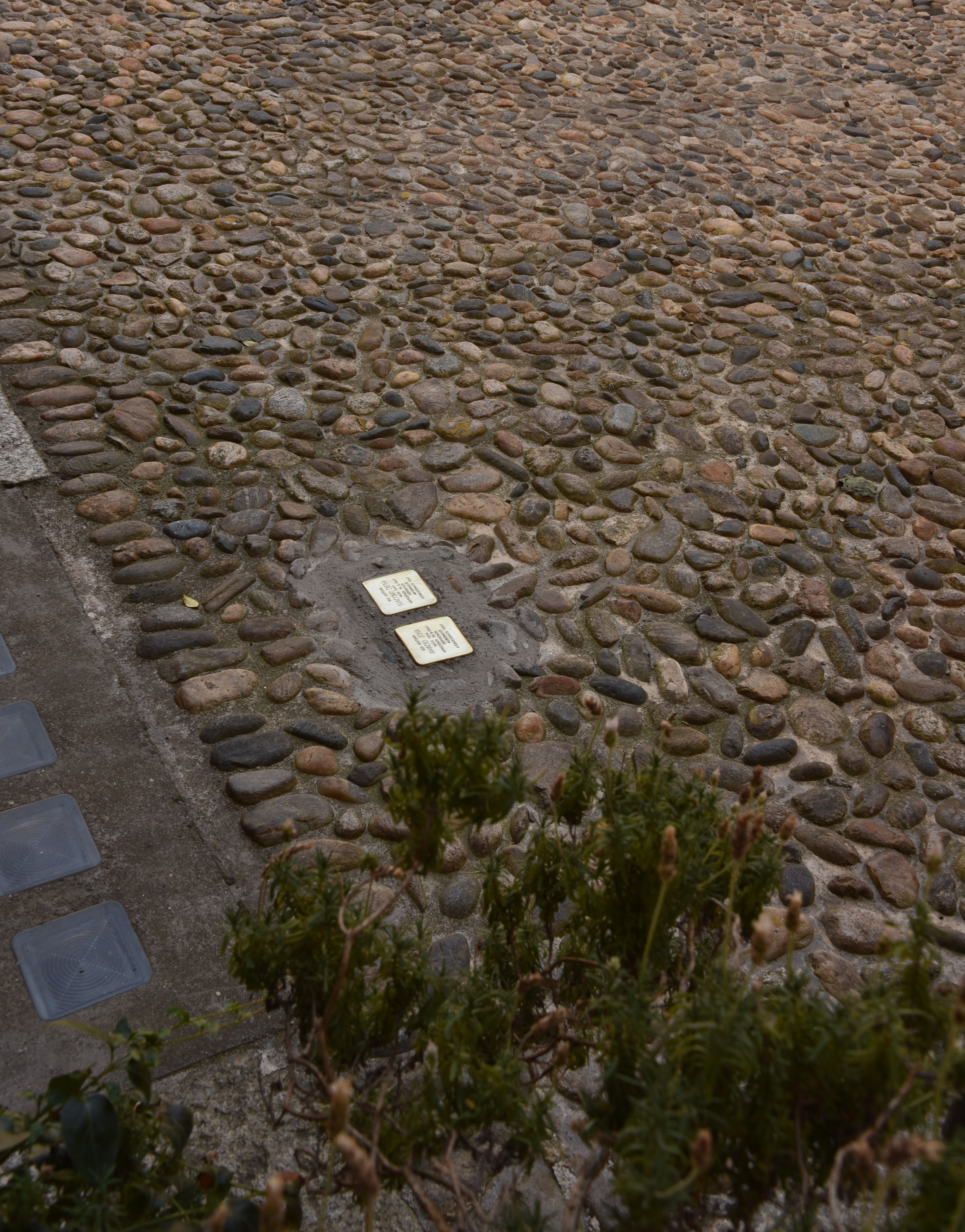
Stolpersteine in Novara

Die Liste der Stolpersteine in der Provinz Novara enthält die Stolpersteine in der italienischen Provinz Novara, die an das Schicksal der Menschen aus dieser Provinz erinnern, die von den Nationalsozialisten ermordet, deportiert, vertrieben oder in den Suizid getrieben wurden. Die Stolpersteine (italienisch pietre d’inciampo) wurden von Gunter Demnig verlegt.
Die Stolpersteine liegen im Regelfall vor dem letzten selbstgewählten Wohnort des Opfers. Die erste Verlegung in dieser Provinz fand am 23. Januar 2022 in der Provinzhauptstadt Novara statt.

## Verlegte Stolpersteine

### Arona
In Arona wurden neun Stolpersteine an zwei Adressen verlegt.
| Stolperstein | Inschrift                                                                                            | Verlegeort         | Name, Leben                                        |
| ------------ | --- | ------------------ | -------------------------------------------------- |
|              | NACH ARONA GEFLÜCHTET MARY BARDAVID MODIANO GEBOREN 1921 VERHAFTET 15.9.1943 DEPORTIERT ERMORDET     | Via San Carlo, 2   | Mary Bardavid Modiano (1921–1943/45)               |
|              | HIER WOHNTE VICTOR CANTONI MAMIANI DELLA ROVERE GEBOREN 1899 VERHAFTET 15.9.1943 DEPORTIERT ERMORDET | Piazza Gorizia, 16 | Victor Cantoni Mamiani della Rovere (1899–1943/45) |
|              | IN ARONA WOHNTE MARGHERITA COEN PENCO GEBOREN 1908 VERHAFTET 15.9.1943 DEPORTIERT ERMORDET           | Via San Carlo, 2   | Margherita Coen Penco (1908–1943/45)               |
|              | HIER WOHNTE IRMA FINZI IN CANTONI MAMIANI GEBOREN 1873 VERHAFTET 15.9.1943 DEPORTIERT ERMORDET       | Piazza Gorizia, 16 | Irma Finzi in Cantoni Mamiani (1873–1943/45)       |
|              | NACH ARONA GEFLÜCHTET CLARA KLEINBERGER RAKOSI GEBOREN 1908 VERHAFTET 15.9.1943 DEPORTIERT ERMORDET  | Via San Carlo, 2   | Clara Kleinberger Rakosi (1908–1943/45)            |
|              | NACH ARONA GEFLÜCHTET CARLO ELIA MODIANO GEBOREN 1911 VERHAFTET 15.9.1943 DEPORTIERT ERMORDET        | Via San Carlo, 2   | Carlo Elia Modiano (1911–1943/45)                  |
|              | NACH ARONA GEFLÜCHTET GIACOMO ELIA MODIANO GEBOREN 1908 VERHAFTET 15.9.1943 DEPORTIERT ERMORDET      | Via San Carlo, 2   | Giacomo Elia Modiano (1908–1943/45)                |
|              | NACH ARONA GEFLÜCHTET GRAZIA MODIANO GEBOREN 1917 VERHAFTET 15.9.1943 DEPORTIERT ERMORDET            | Via San Carlo, 2   | Grazia Modiano (1917–1943/45)                      |
|              | NACH ARONA GEFLÜCHTET TIBERIO ALEXANDER RAKOSI GEBOREN 1921 VERHAFTET 15.9.1943 DEPORTIERT ERMORDET  | Via San Carlo, 2   | Tiberio Alexander Rakosi (1921–1943/45)            |

### Novara
In Novara liegen zwei Stolpersteine. Insgesamt wurden drei Menschen jüdischer Herkunft aus Novara deportiert. Für Sarah Bertie Kaatz wurde bisher noch kein Stolperstein verlegt.
| Stolperstein | Übersetzung                                                                                   | Verlegort                         | Name, Leben |
| ------------ | --------------------------------------------------------------------------------------------- | --------------------------------- | --- |
|              | HIER WOHNTE GIACOMO DIENA GEBOREN 1887 VERHAFTET 19.9.1943 DEPORTIERT AUSCHWITZ ERMORDET 1943 | Piazza Santa Caterina da Siena, 1 | Giacomo Diena wurde am 5. August 1887 in Turin geboren. Seine Eltern waren der Schneider Saul Diena und Mariette Jona. Er hatte zumindest eine Schwester, Gabriella. Im Jahr 1899 kam die Familie nach Novara. Diena arbeitete nach seiner Ausbildung zunächst als Verkäufer, dann meldete er sich als Freiwilliger und kämpfte als Offizier im Ersten Weltkrieg, aus dem er als Kriegsversehrter zurückkehrte. Er bekam das Kriegsverdienstkreuz verliehen. Er bekam eine Invalidenrente, arbeitete ab 1927 als Buchhalter für die Banca Popolare di Novara. Er lebte zusammen mit seiner Mutter und seiner Tante, hatte eine Verlobte, Irene Cantoni. Giacomo Diena wurde Mitglied der Partito Nazionale Fascista und fühlte sich sicher, wenige Tage nach dem Waffenstillstand von Cassibile wurde er zusammen mit seinem Onkel am 19. September 1943 verhaftet. Dann wurden beide in Turin inhaftiert bis zumindest Ende November 1943. Freunde und Bekannte hatten versucht Informationen über den Verbleib Dienas bei den Deutschen zu erhalten, wurden aber bedroht, dass sie dasselbe Schicksal erleiden würden, so sie weiter fragen. Seine Verlobte bat er postalisch für ihn zur Bank zu gehen. Giacomo Diena und sein Onkel wurden schließlich in das Vernichtungslager Auschwitz deportiert und dort 1943 ermordet. Im Gebäude der Bank, in der er tätig war, wurde 2019 eine Gedenktafel enthüllt, die an sein Schicksal erinnert. Über das Schicksal seiner Schwester ist nichts bekannt. |
|              | HIER WOHNTE AMADIO JONA GEBOREN 1864 VERHAFTET 19.9.1943 DEPORTIERT AUSCHWITZ ERMORDET 1943   | Piazza Santa Caterina da Siena, 1 | Amadio Jona wurde am 3. Oktober 1864 in Asti geboren. Sein Vater war Gabriele Jona. Er war Goldschmied. Nach der deutschen Besetzung Italiens wurde er am 19. September 1943 zusammen mit seinem Neffen verhaftet, zuerst in Novara und dann bis zumindest Ende November in Turin inhaftiert. Beide wurden schließlich in das Vernichtungslager Auschwitz deportiert. Amadio Jona wurde dort 1943 ermordet. |

### Orta San Giulio
In Orta San Giulio wurden zwei Stolpersteine verlegt.
| Stolperstein | Übersetzung                                                                                | Verlegort     | Name, Leben                 |
| ------------ | ------------------------------------------------------------------------------------------ | ------------- | --------------------------- |
|              | HIER WOHNTE DR. MARIO LEVI GEBOREN 1881 VERHAFTET 15.9.1943 DEPORTIERT SCHICKSAL UNBEKANNT | Via Olina, 50 | Mario Levi (1881–1943/45)   |
|              | HIER WOHNTE ROBERTO LEVI GEBOREN 1920 VERHAFTET 15.9.1943 DEPORTIERT SCHICKSAL UNBEKANNT   | Via Olina, 50 | Roberto Levi (1920–1943/45) |

## Verlegedaten
- 23. Januar 2022: Novara[8]
- 15. September 2022: Arona (Piazza Gorizia 16)
- 15. September 2023: Orta San Giulio
- 16. September 2024: Arona (Via San Carlo, 2)